# André Meyer (football)
Pour les articles homonymes, voir Meyer et André Meyer.
André Meyer, dit Bigi Meyer est un joueur de football suisse né le 29 octobre 1949.

## Biographie

### En sélection
10 sélections, 1 but
- Première sélection : Pologne-Suisse 0-0, le 11 mai 1972 à Poznań
- Dernière sélection : Pologne-Suisse 0-2, le 15 novembre 1978 à Wroclaw